# Peter O'Leary (scheidsrechter)
Peter O'Leary (Wellington, 3 maart 1972) is een voormalig voetbalscheidsrechter uit Nieuw-Zeeland. Hij floot in de Australische A-League en de NZFC. Van beroep is O'Leary onderwijzer. Hij begon in 1994 als scheidsrechter. O'Leary floot veel toernooien voor de Oceania Football Confederation en was sinds 2003 ook in dienst van de FIFA. In april 2015 maakte hij bekend te stoppen als internationaal arbiter om meer tijd met zijn familie te kunnen doorbrengen.

## Carrière
In 2007 was hij official bij het wereldkampioenschap voetbal onder 20. Hij floot in groep F de wedstrijd tussen Nigeria en Costa Rica. Hij floot in groep B de wedstrijd tussen Uruguay en Jordanië. O'Leary was ook scheidsrechter bij het WK onder 20 in 2009. In 2010 was hij een van de twee Nieuw-Zeelandse scheidsrechters bij het wereldkampioenschap voetbal 2010. Michael Hester was zijn landgenoot op het wereldkampioenschap voetbal in Zuid-Afrika.
In maart 2013 noemde de FIFA O'Leary een van de vijftig potentiële scheidsrechters voor het wereldkampioenschap voetbal 2014 in Brazilië. Op 15 januari 2014 maakte de wereldvoetbalbond bekend dat hij een van de 25 scheidsrechters op het toernooi zou zijn. Daarbij werd hij geassisteerd door Jan Hendrik Hintz en Ravenish Kumar. Als eerste duel kreeg hij de wedstrijd tussen Nigeria en Bosnië en Herzegovina aangewezen; hierin keurde O'Leary ten onrechte een Bosnisch doelpunt af wegens vermeend buitenspel, hetgeen inherent was aan het verlies van Bosnië en Herzegovina en de daaraan verbonden uitschakeling. Het leidde tot felle kritiek, onder meer van de Bosniër Edin Džeko. Een online petitie werd opgezet met als doel O'Leary zijn FIFA-badge te laten ontnemen door de wereldvoetbalbond. Zijn laatste interland leidde hij op 10 januari 2015 op het Aziatisch kampioenschap.

## Interlands
| Datum             | Plaats                    | Wedstrijd                              | Uitslag | Competitie              | Kreeg geel | Kreeg voor de tweede keer geel en dus rood | Weggestuurd |
| ----------------- | ------------------------- | -------------------------------------- | ------- | ----------------------- | ---------- | ------------------------------------------ | ----------- |
| 8 oktober 2004    | Honiara, Salomonseilanden | Salomonseilanden – Australië           | 1 – 5   | Oceania Nations Cup     | 3          | 0                                          | 0           |
| 14 augustus 2005  | Lautoka, Fiji             | Fiji – India                           | 2 – 1   | Vriendschappelijk       | 0          | 0                                          | 0           |
| 17 november 2007  | Ba, Fiji                  | Fiji – Nieuw-Caledonië                 | 3 – 3   | WK-kwalificatie         | 1          | 0                                          | 0           |
| 10 september 2008 | Port Vila, Vanuatu        | Vanuatu – Fiji                         | 2 – 1   | WK-kwalificatie         | 3          | 1                                          | 0           |
| 9 oktober 2010    | Auckland, Nieuw-Zeeland   | Nieuw-Zeeland – Honduras               | 1 – 1   | Vriendschappelijk       | 8          | 0                                          | 0           |
| 23 november 2011  | Apia, Samoa               | Samoa – Cookeilanden                   | 3 – 2   | WK-kwalificatie         | 3          | 0                                          | 0           |
| 27 november 2011  | Apia, Samoa               | Samoa – Amerikaans-Samoa               | 1 – 0   | WK-kwalificatie         | 3          | 0                                          | 0           |
| 1 juni 2012       | Honiara, Salomonseilanden | Vanuatu – Nieuw-Caledonië              | 2 – 5   | OFC Nations Cup         | 0          | 0                                          | 0           |
| 5 juni 2012       | Honiara, Salomonseilanden | Tahiti – Vanuatu                       | 4 – 1   | OFC Nations Cup         | 3          | 0                                          | 0           |
| 8 juni 2012       | Honiara, Salomonseilanden | Salomonseilanden – Tahiti              | 0 – 1   | OFC Nations Cup         | 5          | 0                                          | 0           |
| 10 juni 2012      | Honiara, Salomonseilanden | Nieuw-Caledonië – Tahiti               | 0 – 1   | OFC Nations Cup         | 7          | 0                                          | 0           |
| 26 juli 2012      | Manchester, Engeland      | Verenigde Arabische Emiraten – Uruguay | 1 – 2   | Olympische Spelen       | 2          | 0                                          | 0           |
| 21 juni 2014      | Cuiabá, Brazilië          | Nigeria – Bosnië en Herzegovina        | 1 – 0   | WK 2014                 | 2          | 0                                          | 0           |
| 10 januari 2015   | Canberra, Australië       | Zuid-Korea – Oman                      | 1 – 0   | Aziatisch kampioenschap | 1          | 0                                          | 0           |